# Jydsk Håndbold Forbund
Jydsk Håndbold Forbund (JHF) er et idrætsforbund, der organiserer håndbold i Jylland og på omkringliggende øer. JHF er et af Dansk Håndbolds tre distriktsforbund, og forbundet har hovedsæde i Aarhus.
JHF administrerer fire af puljerne i 2. division (to af mændenes og to af kvindernes puljer) og otte af 3. divisionspuljerne (fire herre- og fire damepuljer) samt Jyllandsserien. De lavere rækker fra Serie 1 og ned administreres af forbundets otte regionale kredse. JHF organiserer endvidere de jyske holds syv første runder i DHF's Landspokalturnering.
Klubberne i forbundet er inddelt i otte geografiske kredse:
| Kreds   | Geografisk område                               | Hovedsæde |
| ------- | ----------------------------------------------- | --------- |
| Kreds 1 | Nordjylland                                     | Aalborg   |
| Kreds 2 | Nordvestjylland, Mors og Thy                    | Aalestrup |
| Kreds 3 | Vestjylland                                     | Ikast     |
| Kreds 4 | Kronjylland og Djursland                        | Randers   |
| Kreds 5 | Aarhusområdet og Samsø                          | Aarhus    |
| Kreds 6 | Midtjylland og den sydlige del af Østjylland    | Ikast     |
| Kreds 7 | Vestlige del af Syd- og Sønderjylland samt Fanø | Esbjerg   |
| Kreds 8 | Østlige del af Syd- og Sønderjylland samt Als   | Vojens    |